# Oscar Luigi Scalfaro
Oscar Luigi Scalfaro (n. 9 septembrie 1918 - d. 29 ianuarie 2012) a fost un om politic italian, al nouălea președinte al țării, mandat deținut în perioada 28 mai 1992 - 15 mai 1999.
A fost membru al Democrazia Cristiana.